# Markku Seppälä
Markku Tapio Seppälä, född 16 maj 1936 i Helsingfors, är en finländsk läkare och professor emeritus, specialist i obstetrik och gynekologi och i gynekologisk endokrinologi.
Seppälä blev medicine och kirurgie doktor 1965. Han var 1979–2001 professor i obstetrik och gynekologi vid Helsingfors universitet och 1980–1999 överläkare vid Kvinnokliniken vid Helsingfors universitetscentralsjukhus. Han har utgett ett stort antal vetenskapliga publikationer främst inom cancerforskning, endokrinologi och fosterutveckling. Han har utvecklat bland annat en radioimmunologisk metod för diagnostisering av fosterskador.
För sina insatser har Seppälä belönats med hedersledamotskap i inhemska och utländska föreningar samt med ett flertal pris, bland annat Matti Äyräpää-priset 1981. År 1982 utnämndes han till ledamot av Finska Vetenskapsakademien.